# Flugplatzbezugstemperatur
Die Flugplatzbezugstemperatur ist diejenige Temperatur, mit der ein Pilot an einem Flugplatz üblicherweise maximal rechnen muss. Zusammen mit der Flugplatzhöhe kann so die maximal zu erwartende Dichtehöhe berechnet werden, von Extremwerten abgesehen. Dieser Wert kann in einer frühen Phase der Flugplanung hilfreich sein.
Die ICAO schreibt vor, dass für jeden Flugplatz eine Flugplatzbezugstemperatur (engl. Aerodrome Reference Temperature) in Grad Celsius bestimmt werden muss. Diese muss im AIP veröffentlicht werden.
Die ICAO empfiehlt, die Flugplatzbezugstemperatur nach folgender Methode zu berechnen: Die Flugplatzbezugstemperatur sollte das monatliche Mittel der täglichen Höchsttemperaturen für den heissesten Monat des Jahres sein (der heisseste Monat ist derjenige, der die höchste monatliche mittlere Temperatur hat). Diese Temperatur sollte über einen Zeitraum von mehreren Jahren gemittelt werden. Diese Berechnungsmethode ist aber nur eine Empfehlung, die einzelnen Länder dürfen also auch andere Methoden anwenden.